# Gedang (Sungai Tenang)
Gedang is een bestuurslaag in het regentschap Merangin van de provincie Jambi, Indonesië. Gedang telt 1097 inwoners (volkstelling 2010).